# Kościół św. Jadwigi we Wrocławiu-Jerzmanowie
Kościół św. Jadwigi w Jerzmanowie we Wrocławiu – czternastowieczny kościół katolicki, znajdujący się przy dzisiejszej ulicy Jerzmanowskiej nr 87, nieopodal innego, wybudowanego w 1880 r. kościoła pod wezwaniem Matki Boskiej Królowej Polski.

## Historia

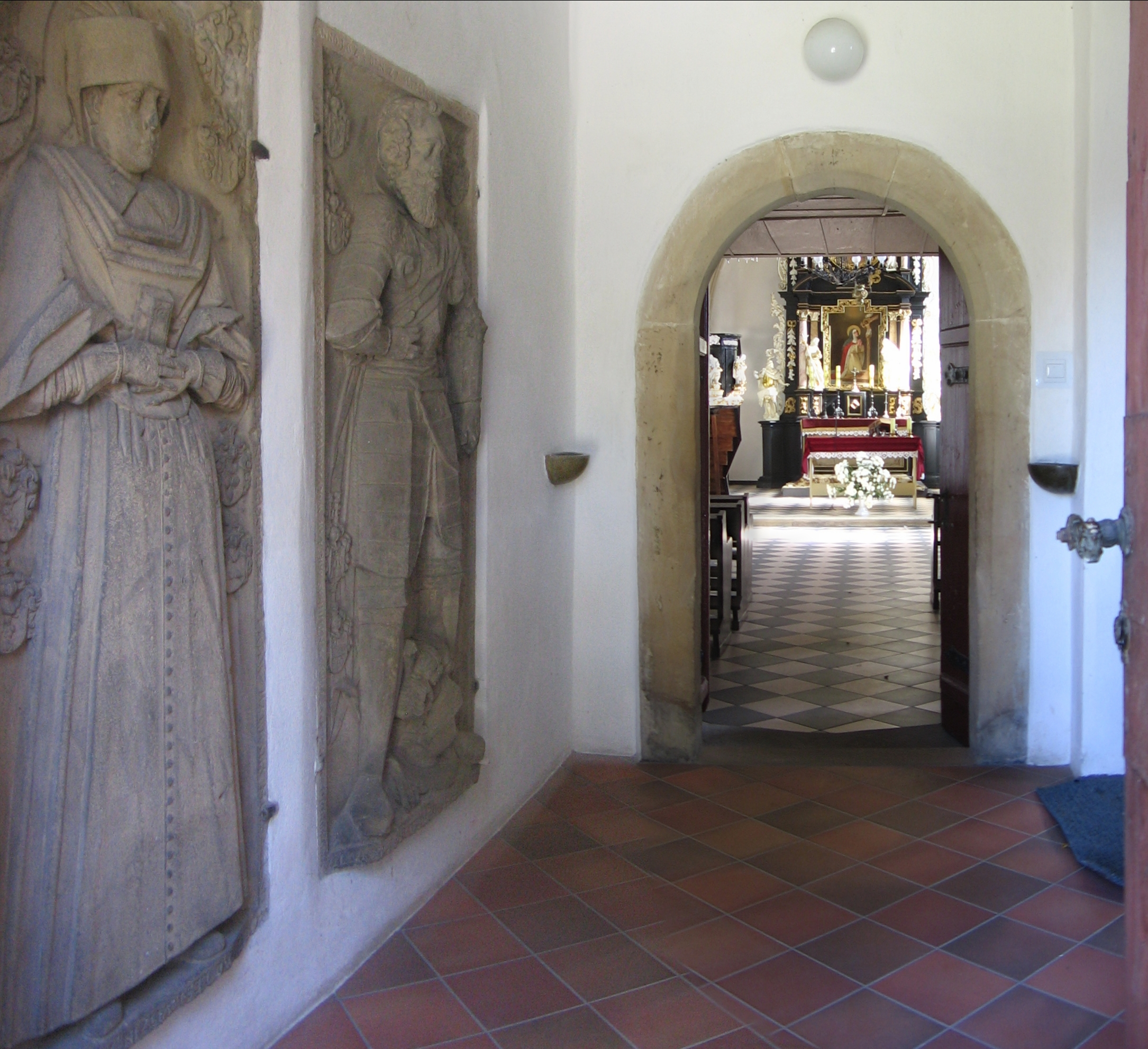
Wejście do kościoła, po lewej wmurowane w ścianę renesansowe nagrobki właścicieli Jerzmanowa

Kościół w ówczesnej wsi Gezmanouo wzmiankowany był po raz pierwszy w 1316. Pierwotnie było tu zbudowane w XIV w. samodzielne gotyckie prezbiterium, do którego w II połowie wieku następnego (ale przed 1483) dobudowano wieżę i zakrystię, a w stuleciu następnym – przedsionek wykorzystywany jako kaplica chrztów. W tym samym czasie prawdopodobnie podwyższono też wieżę.
Przejęty przez ewangelików w 1529, wrócił do katolików w 1654; w tym też czasie jego dach pokryto nową dachówką. 
Kolejne (odnotowane) remonty i przebudowy przeprowadzono w latach: 1706 - wzniesienie nowej zakrystii w miejscu starej, 1835 - przedłużenie empory, 1852 - odnowienie wyposażenia, 1858 - remont dzwonnicy, 1891 - założenie kotew na wieżę, 1896 - wybudowanie ośmiogłosowych organów mechaniczno-pneumatycznych przez świdnicką firmę organmistrzowską Schlag und Söhne (Opus 414).
Wokół kościoła znajduje się niewielki cmentarz parafialny, mający również status zabytku (nr rej. 590/Wm z 25.04.2000); całość ogrodzona jest murem. Obecnie kościół pełni rolę pomocniczą wobec XIX-wiecznego kościoła parafialnego, położonego w pobliżu, przy tej samej ulicy pod nr 83).